# Vyprávění
Vyprávění je volný literární útvar, který používá písemné nebo mluvené komentáře, aby zprostředkoval příběh publiku. Vyprávění zahrnuje soubor technik, pomocí nichž tvůrce představuje svůj příběh.

## Techniky vyprávění
K těmto technikám patří:
- Vypravěčské hledisko: perspektiva, skrze kterou se sděluje příběh.
- Vyprávěný hlas: formát, prostřednictvím kterého se sděluje příběh.
- Narativní čas: gramatické umístění časového rámce příběhu v minulosti, současnosti nebo budoucnosti.

Vypravěč je osobní (postava) nebo neosobní hlas, který tvůrce (autor příběhu) vyvíjí, aby informoval publikum o ději. Vypravěč může být anonymní, neosobní nebo samostatný subjekt, autor jako postava, nebo nějaká jiná postava objevující se a účastnící se na jejich vlastním příběhu, ať už fiktivním nebo faktickém. Vypravěč je považován za účastníka, pokud je postavou v příběhu a za nezúčastněného, pokud příběh pouze spojí s postavami příběhu, aniž by sám sebe zapojil do zápletky. Nezúčastněným vypravěčem je obvykle implikovaná postava nebo bytost nebo hlas s různým stupněm vševědoucnosti. Některé příběhy mají více vypravěčů, kteří ilustrují dějové linie různých postav v různých časech a vytvářejí příběh se složitou perspektivou. Vyprávění zahrnuje, kdo vypráví příběh a jak je příběh vyprávěn. V tradičních literárních příbězích (jako jsou např. romány, povídky a vzpomínky) je vyprávění požadovaným prvkem příběhu; v jiných typech (hlavně neliterárních) příběhů, jako jsou hry, televizní pořady, videohry a filmy, je vyprávění pouze nepovinné.